# Kleineutersdorf

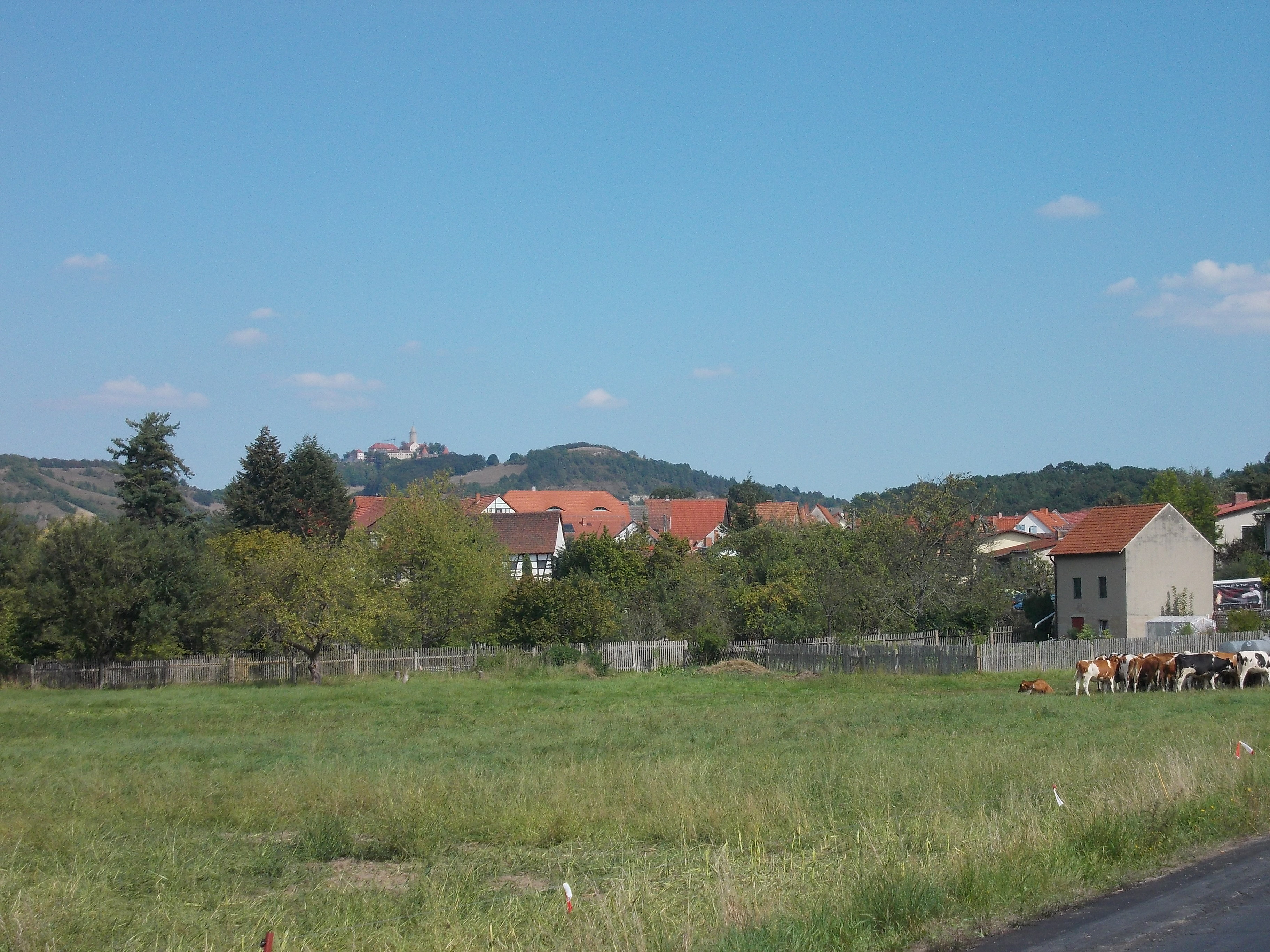
Kleineutersdorf mit der Leuchtenburg im Hintergrund

Kleineutersdorf ist eine Gemeinde im Süden des Saale-Holzland-Kreises und Teil der Verwaltungsgemeinschaft Südliches Saaletal.

## Geografie
Kleineutersdorf liegt rechtsseits der Saale im Mittleren Saaletal gegenüber von Großeutersdorf etwa 2 km flussaufwärts von Kahla entfernt.

## Geschichte
Kleineutersdorf wurde 1349/50 erstmals als Windischen-Eudisdorf erwähnt, was so viel bedeutet wie wendisches (= sorbisches) Eutersdorf, denn wendische Siedler waren im 12. und 13. Jahrhundert am Rodungs- und Kultivierungsprozess in der späteren Kleineutersdorfer Flur beteiligt.
Nach der Niederlage der Bauern unter Thomas Müntzer bei Frankenhausen 1525 blieben die Täufer noch lange den Überzeugungen ihres Führers verbunden. Der aus Hessen stammende Täufer Melchior Rinck trat 1527 in den Saaledörfern gegen die neue kirchliche Ordnung auf und taufte unter anderem den Müller Hans Peißker. Bis 1535 war im Ort ein Zentrum der Täuferbewegung. Am 20. November des Jahres wurden 16 Täufer verhaftet. Drei von ihnen haben in den Verhören, bei denen auch Philipp Melanchthon zugegen war, ihre Überzeugungen nicht widerrufen. Unter ihnen war auch der Kleineutersdorfer Müller. Sie wurden am 26. Januar 1536 in Jena enthauptet.

### Einwohnerentwicklung
| - 1806 - 228 - 1842 - 409 - 1890 - 421 - 1933 - 489 - 1991 - 417 - 1994 - 429 | - 1995 - 422 - 1996 - 423 - 1997 - 429 - 1998 - 428 - 1999 - 432 - 2000 - 426 | - 2001 - 414 - 2002 - 417 - 2003 - 405 - 2004 - 394 - 2005 - 394 - 2006 - 395 | - 2007 - 391 - 2008 - 391 - 2009 - 379 - 2010 - 385 - 2011 - 372 - 2012 - 367 | - 2013 - 357 - 2014 - 359 - 2015 - 361 - 2016 - 369 - 2017 - 370 - 2018 - 365 | - 2019 - 355 - 2020 - 353 - 2021 - 340 |

Datenquelle ab 1994: Thüringer Landesamt für Statistik

## Wappen
Wappenbeschreibung: „Gespalten von Rot und Silber; vorn ein gestürzter silberner Schlüssel mit dem Bart zum Spalt, hinten ein rotes, nach oben zeigendes Schwert.“

## Sehenswürdigkeiten
- historische Hängebrücke über die Saale (erbaut 1908, Architekt/Ingenieur: Paul Moser) (Lage→)
- Dorfkirche St. Peter und St. Paul, erbaut 1831 (Lage→); Filialkirche von Großeutersdorf mit Poppe-Orgel aus dem Jahr 1834[4]
- Oberhalb des Ortes auf halbem Wege nach Hummelshain befindet sich die in ihrer heutigen Form aus dem 18. Jahrhundert stammende Jagdanlage Rieseneck (Lage→); 2009 einer der Drehorte des Kinofilms Ein russischer Sommer, der das letzte Lebensjahr Leo Tolstois erzählt.[5]
- Ein anderes schönes Wanderziel ist der Leubengrund mit seinen Mühlen und Fischteichen. Die Linzmühle (Lage→) etwa 6 km von Kleineutersdorf entfernt ist zu einem beliebten Hotel ausgebaut.